# Michał Bałasz
Michał Bałasz (* 22. Januar 1923 in Wilno, Polen (heute Vilnius, Litauen); † 18. Juli 2025 in Białystok) war ein polnischer Architekt.

## Leben
Michał Bałasz im damaligen polnischen Wilno, dem heutigen Vilnius in Litauen, als Sohn einer ehemaligen Gutsbesitzerfamilie geboren. Er absolvierte das Kaufmannsgymnasium in Pastawy und arbeitete als Buchhalter. Im Jahr 1944 trat er in die Heimatarmee ein. Anschließend wurde er in die Rote Armee eingezogen, verweigerte jedoch den Eid und wurde in der Nähe von Rjasan interniert. Die Kriegswirren brachten ihn 1946 nach Polen, wo sich seine Familie - seine Eltern, sein älterer Bruder Aleksander und seine beiden jüngeren Schwestern Veronika und Aleksandra, die Mutter des polnischen Staatspräsidenten Aleksander Kwaśniewski - aufhielten.
Er studierte Architektur an der Ingenieurschule in Posen und Bauingenieurwesen an der Technischen Hochschule in Danzig ab. 1954 wurde er zunächst Stadtarchitekt von Białystok, später selbständiger Architekt. Er entwarf mehr als 70 Kirchen und fast 50 orthodoxe Kirchen sowie und viele weltliche Bauprojekte. Eine seiner ersten architektonischen Herausforderungen war die Renovierung der St.-Nikolaus-Kirche (heute St.-Nikolaus-Kathedrale) in Białystok. Später schuf er weitere religiöse Gebäude - die orthodoxe Kirche der Göttlichen Weisheit in Białystok, die orthodoxe Kirche Unserer Lieben Frau in Częstochowa, die römisch-katholische Kirche Mariä Himmelfahrt in Bielsk Podlaski und orthodoxe Kirche St. Dmitri in Hajnówka sowie die Auferstehungs- und Allerheiligenkirche in Białystok. Er war auch am Wiederaufbau der gotischen orthodoxen Klosterkirche Mariä Verkündigung in Supraśl und an der Renovierung des Adam-Mickiewicz-Gutshauses in Nowogródek beteiligt.
Aufgrund seiner vielen Kirchenbauten wurde er als «Architekt Gottes» (polnisch: Architekt Pana Boga) bezeichnet. Er war zudem der Architekt, der mit dem regionalen Architekturstil von Podlachien, der historischen Landschaft im Osten Polens zwischen dem Westlichen Bug und der Memel verbunden wurde.
Michał Bałasz galt als einer der ältesten aktiven Architekten in Europa. 2006 erhielt er den Stanisław-Bukowski-Ehrenpreis des Berufsverband der polnischen Architekten (Stowarzyszenie Architektów Polskich SARP). 2014 wurde er von der Architektenkammer der Region Podlachien für sein Lebenswerk ausgezeichnet.
Er starb am 18. Juli 2025 im Alter von 102 Jahren in Białystok.